# Benasal
Benasal (en valenciano y oficialmente, Benassal) es un municipio de la provincia de Castellón, Comunidad Valenciana, España. Perteneciente a la comarca del Alto Maestrazgo, cuenta con 1068 habitantes (INE 2019).

## Geografía
El relieve de Benasal es complicado: amplia plataforma de calizas cretáceas con suaves pliegues tajados por ríos y barrancos. La localidad posee características climáticas mediterráneas pero con temperaturas invernales más bajas que en la costa, y más suaves en los meses estivales. Se accede a ella desde Castellón de la Plana, tomando la CV-10, luego la CV-15 en dirección a Villafranca y finalmente la CV-166.

### Barrios y pedanías
En el término municipal de Benasal se encuentran también los núcleos de población de Font d'En Segures y Coll de la Rualda.

### Localidades limítrofes
El término municipal de Benasal limita con las siguientes localidades: Villafranca del Cid, Ares del Maestre, Villar de Canes, Culla y Vistabella del Maestrazgo, todas ellas de la provincia de Castellón.

## Historia
Villa de origen árabe, es reconquistada en 1234, cuando don Blasco de Alagón  toma el Castillo de Culla con todas sus pertenencias, entre ellas Benasal. Don Blasco otorgó la primera carta puebla a la localidad el 3 de enero de 1239, pasando entonces Benasal a manos de la hija de Don Blasco, Constanza y del marido de esta, Guillem d'Anglesola. El hijo de ambos, en 1303, vendió todo el término a la Orden del Temple y, al ser disuelta la Orden, fue incorporada al señorío de la Orden de Montesa. Históricamente formó parte de la denominada Setena de Culla. 
En la guerra de Sucesión la localidad tomó partido por el borbón Felipe V y, más tarde, por Don Carlos en las guerras carlistas. 
Durante la guerra civil española (1936-1939) fue, junto a Ares del Maestrat, Albocácer y Vilar de Canes, víctima y objeto de experimentación por parte de la aviación de la Alemania nazi. La aviación nazi en España, la Legión Cóndor, experimentó en mayo de 1938 con estas localidades para probar la capacidad de los bombarderos Stuka (Junkers Ju 87). El resultado de los bombardeos fueron 38 muertos, de los cuales 15 eran de Benasal y entre los que se encontraban varios niños. Posteriormente, su recuperación tras la Guerra Civil fue lenta y costosa.

## Demografía
Benasal cuenta con una población de 1052 habitantes (INE 2024).
| Gráfica de evolución demográfica de Benasal entre 1842 y 2021                                                       |
| |
| Población de derecho según los censos de población del INE Población de hecho según los censos de población del INE |

| 1990 | 1992 | 1994 | 1996 | 1998 | 2000 | 2002 | 2004 | 2006 | 2008 | 2010 | 2012 | 2014 | 2016 | 2018 | 2020 | 2021 |
| ---- | ---- | ---- | ---- | ---- | ---- | ---- | ---- | ---- | ---- | ---- | ---- | ---- | ---- | ---- | ---- | ---- |
| 1497 | 1444 | 1428 | 1405 | 1416 | 1388 | 1413 | 1385 | 1346 | 1332 | 1297 | 1226 | 1162 | 1130 | 1084 | 1063 | 1055 |

## Economía

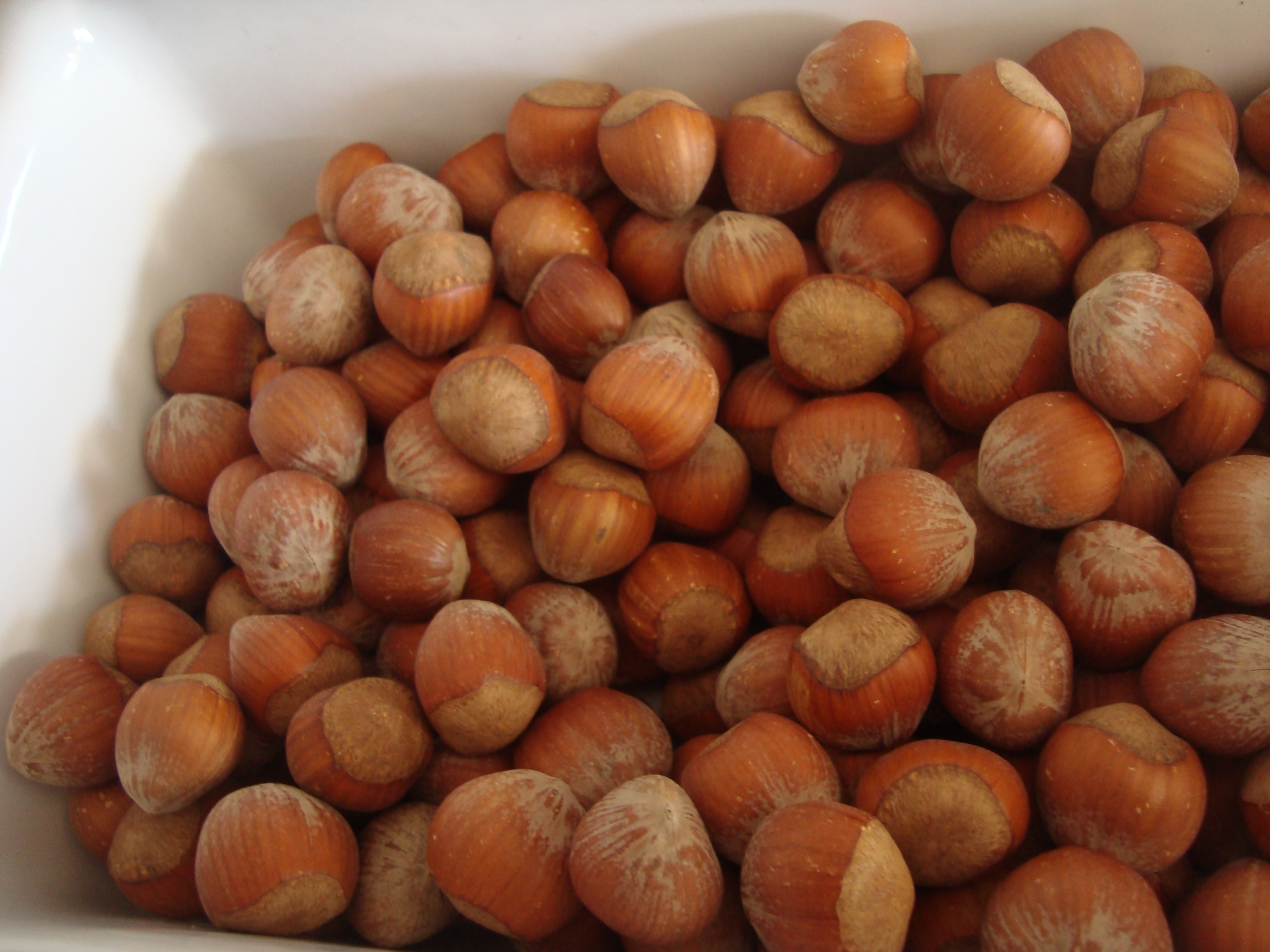
Avellanas de Benasal.

Destacan: el turismo, la agricultura de secano (avellano, almendro) y la ganadería porcina. Industrias y servicios: elaboración de quesos, matadero de conejos, elaboración de productos cárnicos. El sector turístico ha tenido tradicionalmente importancia en los servicios turísticos ubicados en los aledaños del manantial de aguas minero-medicinales Font d'En Segures.

## Administración

#### Elecciones locales
| Partido político                                | 2015  | 2015  | 2015       | 2019  | 2019  | 2019       | 2019 |
| Partido político                                | Votos | %     | Concejales | Votos | %     | Concejales |      |
| Partido Popular (PP)                            | 429   | 61,37 | 6          | 376   | 54,81 | 5          |      |
| Partit Socialista del País Valencià (PSPV-PSOE) | 247   | 35,34 | 3          | 231   | 33,67 | 3          |      |
| Compromís Municipal                             | -     | -     | -          | 74    | 10,79 | 1          |      |

Alcaldía
| Periodo   | Nombre                                                           | Partido      |
| --------- | ---------------------------------------------------------------- | ------------ |
| 1979-1983 | Manuel Pitarch Pitarch                                           | UCD          |
| 1983-1987 | Juan Beltrán Ferrando                                            | AP-PDP-UL-UV |
| 1987-1991 | Juan Beltrán Ferrando                                            | AP           |
| 1991-1995 | Plácido García Pitarch                                           | PP           |
| 1995-1999 | Plácido García Pitarch                                           | PP           |
| 1999-2003 | Emilio Tena Salvador                                             | PP           |
| 2003-2007 | Rafael Francisco Fuentes García                                  | PSPV-PSOE    |
| 2007-2011 | Baudilio Monferrer Martínez                                      | PP           |
| 2011-2015 | Baudilio Monferrer Martínez (hasta 2014) María Luz Monterde Puig | PP           |
| 2015-2019 | María Luz Monterde Puig                                          | PP           |
| 2019-2023 | María Luz Monterde Puig                                          | PP           |
| 2023-act. | Elia García Colom                                                | PSPV-PSOE    |

## Monumentos

### Monumentos religiosos
- Iglesia de la Asunción de la Virgen, del siglo XVIII. Conserva una buena portada barroca, así como una importante colección de orfebrería, ornamentos religiosos y medievales como el lecho de la Virgen (llit de la Verge), el retablo del altar y una Última Cena que el escultor José Gonzalvo Vives realizó en hierro.

### Monumentos civiles

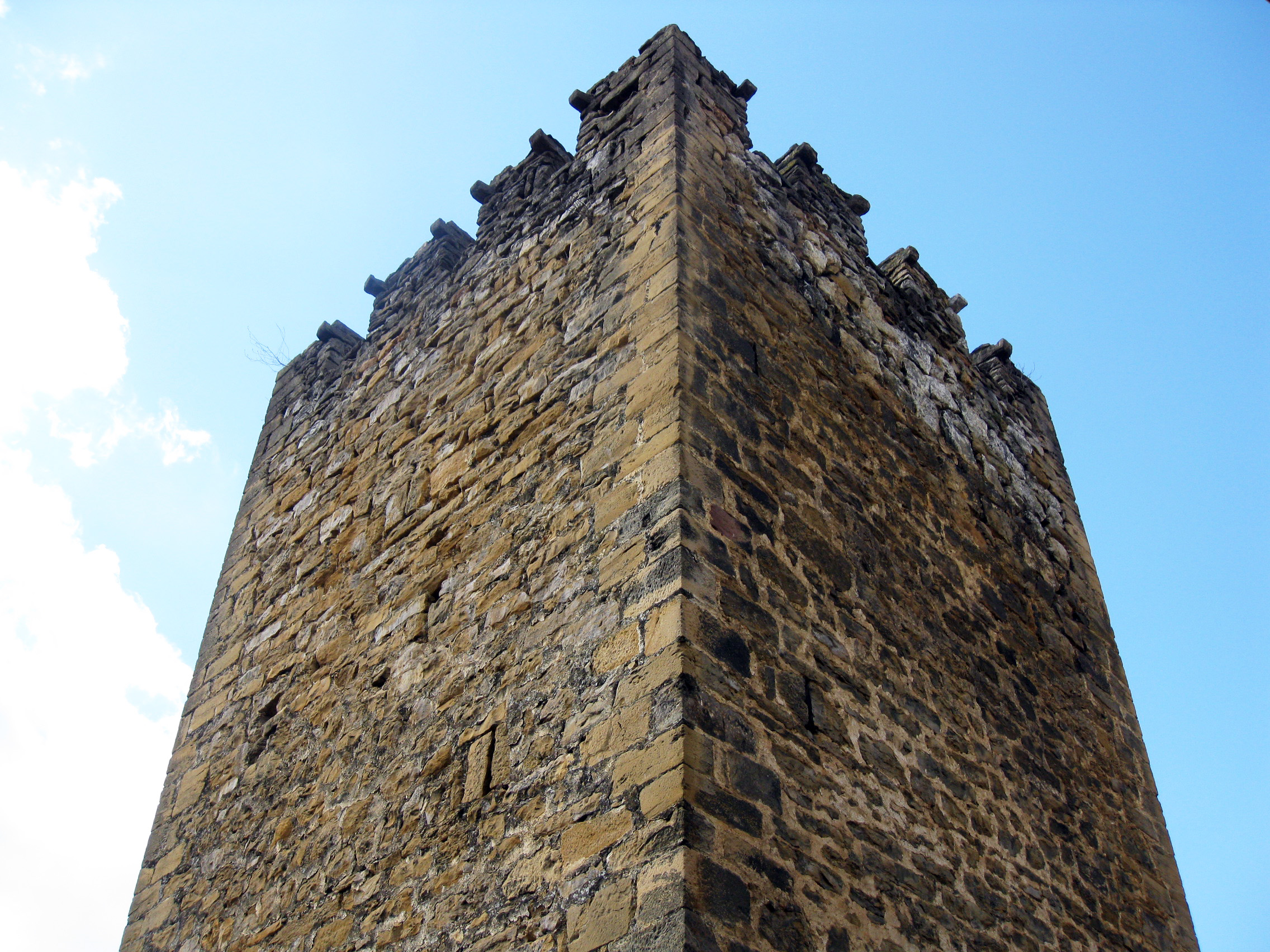
La Torre de la Prisión

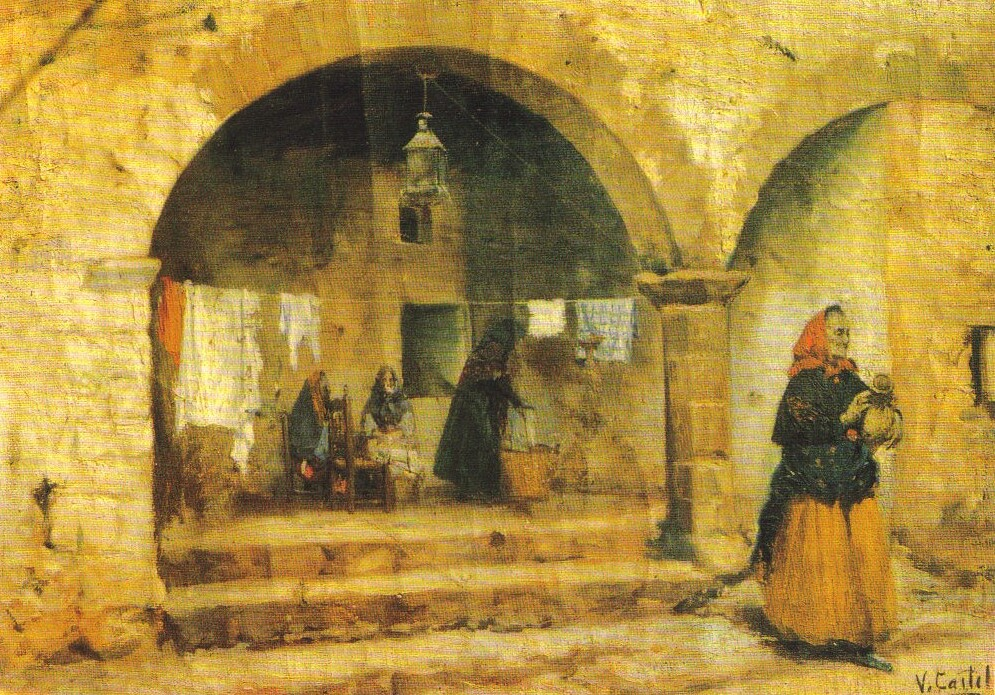
Escena de Benassal, La Mola, 1915. Cuadro de Vicente Castell

- Casco Urbano. Destacan: el conjunto de La Mola, núcleo primitivo de la población donde todavía se puede ver un lienzo de muralla, y las torres de Garcés, Redona, de la Presó y un portal de acceso al recinto con un arco de tradición árabe. La Mola da paso al viejo casco urbano denominado Els Carrerons (los Callejones), conformado por estrechas callejuelas con algunas de las más antiguas casas de la villa. Se conservan varias casonas nobiliarias del siglo XVIII, como las de Sánchez de Cotanda (la cual conserva dos portadas de estilo barroco del siglo XVIII), Matutano y Grau; el Forn de Dalt; y el llamado edificio de la Mola (siglo XIII), con un arco de las murallas primitivas. Actualmente en La Mola se encuentra el Museo Arqueológico del Alto Maestrazgo y el aula-museo Carles Salvador i Gimeno.
- La Torre de la Prisión.
- Castillo de Corbó.
- Recinto amurallado.
- Torre Nabàs.
- Torre Bulc.

## Patrimonio natural
- Font d'En Segures. Arquitectura modernista de principios del siglo XX, como hoteles y apartamentos. Aguas minero-medicinales recomendadas para enfermedades renales. La Font d'En Segures de Benassal, conocida popularmente como “plaça i font dels xorros”, es el lugar donde se sitúa la fuente de donde brota la famosa agua de Benassal. El agua mineral que emana de la fuente, bicarbonatada mixta cálcico-magnésica y oligometálica, está considerada como una de las 3 mejores del mundo, entre otras curiosidades, y se sitúa a unos 940 metros de altitud sobre el Monte San Cristòfol y a unos dos kilómetros de la población de Benassal.
Fue declarada Minero-Medicinal y de Utilidad Pública por R.O. en 1928, aunque ya desde el siglo XVI, o desde el XVIII con la primera documentación del primer “agüista”, se sabía de su gran valor terapéutico, sobre todo, para afecciones del riñón, además de otras diversas dolencias. El agua se comercializa como agua en bebida desde el siglo XIX, comenzándose a envasar para su venta en farmacias y establecimientos autorizados en 1915. Como máximo, pueden llenarse dos garrafas de agua de 2 litros en la fuente.
- El Rivet. Bosque de carrascas y robles, fuente, piscina, quiosco, servicios públicos, pista de tenis, micro-reserva de flora y espacio protegido
- Río Monleón. Pinturas rupestres y espectaculares paisajes.

## Fiestas
- San Antonio Abad. Se celebra la semana del 17 de enero. Destacan los siguientes actos: la Rossegada (comida en el campo), entrada de troncos con caballerías que después formarán parte de la hoguera, carreras de caballos, baile del tradicional Ball Pla y reparto de coquetes.
- Carnavales/ El Ajo Arriero (Carnestoltes). Se celebra en febrero. Comida típica (El Ajo), representación de la Entrada de la Tea, baile típico a la luz de madera de pino y baile de disfraces.

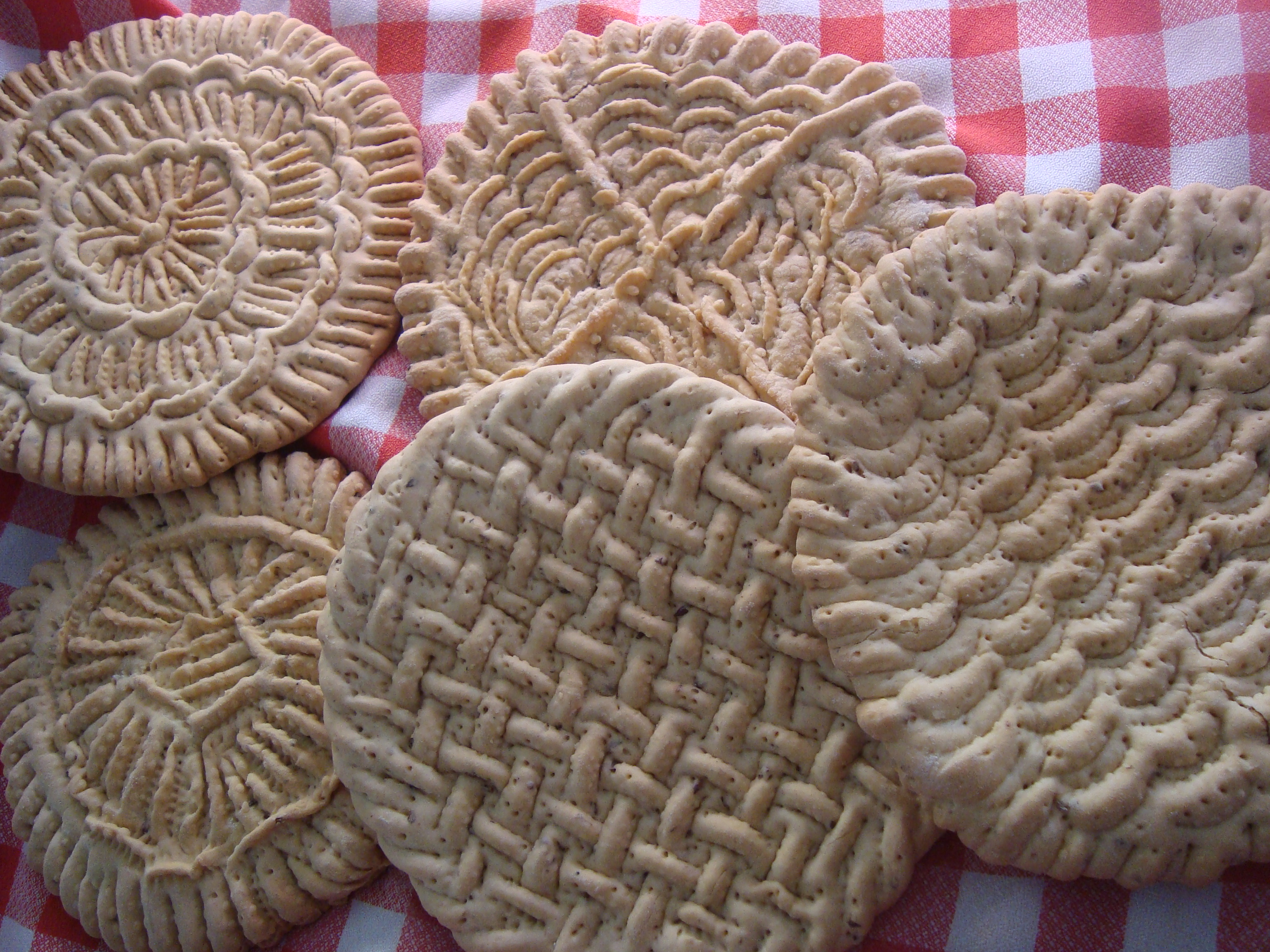
"Les Primes", tortas decoradas de San Cristóbal (Benasal)

- "Les Primes", tortas decoradas de San Cristóbal (Benasal)San Cristóbal. Se celebra el lunes de Pascua de Pentecostés. Romería a la ermita con el reparto de les Primes que transportan en engalanadas cajas una récua (reata) de animales.
- San Roque. Se celebra a partir del último fin de semana de agosto. Actividades lúdicas, musicales, culturales y deportivas.

## Gastronomía
De los platos típicos de la población destacan : Cabrito (Tombet), Pasteles, Albóndigas de Carnaval (Pilotes de Carnestoltes), Cuajada (Collà),

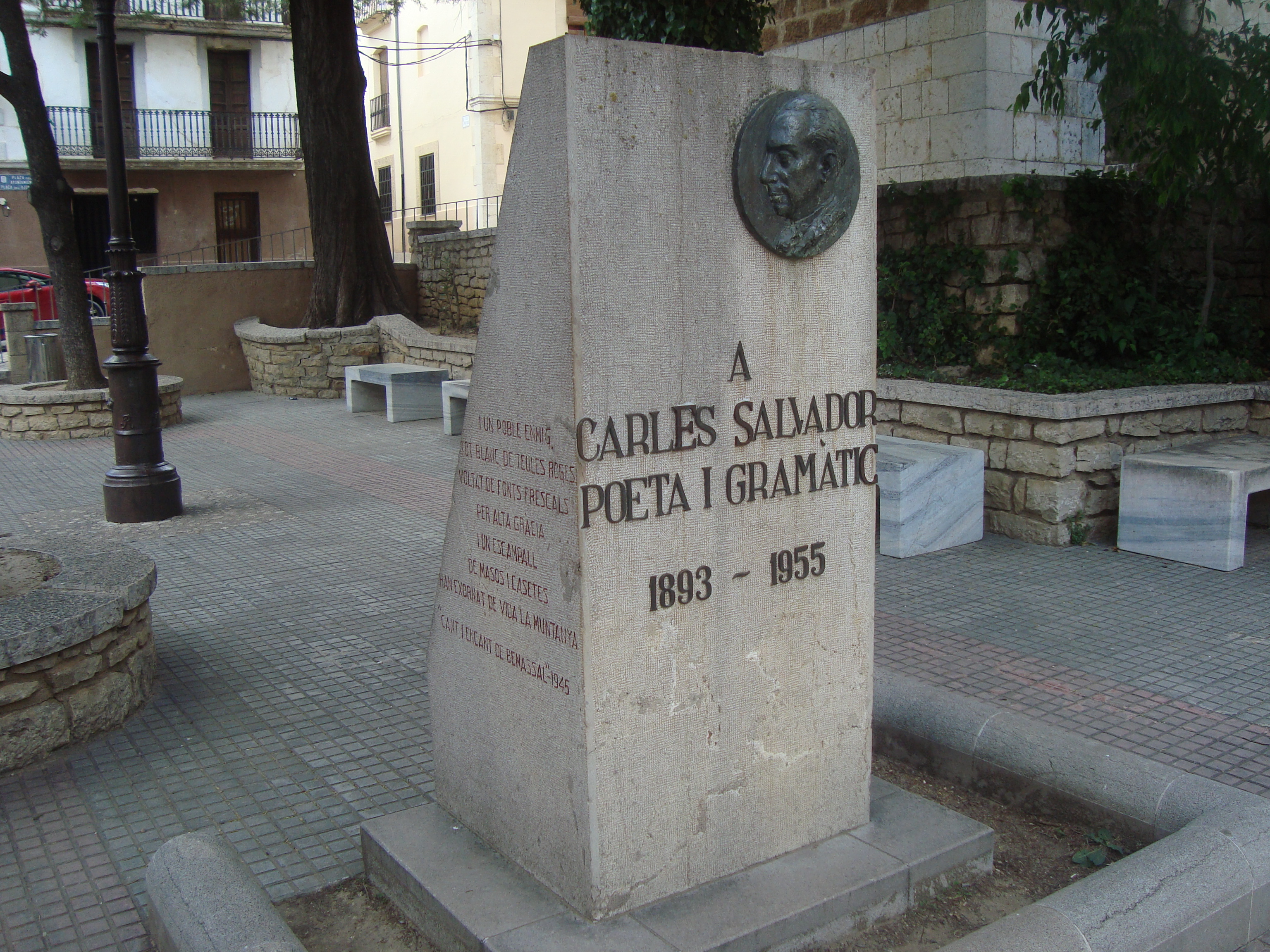
Monumento del pueblo de Benasal al poeta Carles Salvador

## Personas célebres
- Joaquim García Girona, escritor y religioso.
- Perfecto Artola Prats, músico y compositor.
- Carles Salvador, poeta y gramático.